# پایکوب اورینوکو
پایکوب اورینوکو (نام علمی: Saltator orenocensis) نام یک گونه از سرده پایکوب است.